# Петров, Александр Иванович (Герой Советского Союза)
Алекса́ндр Ива́нович Петро́в (7 ноября 1917, д. Подсот, Саратовская губерния — 18 января 1995, Москва) — командир звена 155-го гвардейского штурмового авиационного Киевского полка 9-й гвардейской штурмовой авиационной Красноградской дивизий 1-го гвардейского штурмового авиационного Кировоградского корпуса 5-й воздушной армии 2-го Украинского фронта, гвардии лейтенант, Герой Советского Союза.

## Биография

Могила Петрова на Новодевичьем кладбище Москвы.

Родился 7 ноября 1917 года в крестьянской семье. Русский. В 1926 году вместе с родителями переехал в город Ртищево Саратовской области. С 1932 года проживал в городе Баку, поселок Мухтарова (Сабунчи). Окончил 10 классов в 1936 году школы 12 (78), педагогическое училище в 1937 году, 1-й курс учительского института в 1939 году. Работал учителем средней школы № 78 в посёлке Сабунчи (в черте города Баку). Была женат на дочери маршала авиации Фалалеева Федора Яковлевича - Кларцете Федоровне (р. 1924 г.)
В Красной Армии с декабря 1939 года. В 1943 году окончил военную авиационную школу пилотов-штурмовиков в городе Пермь. На фронтах Великой Отечественной войны с июня 1943 года.
На Степном (с 20 октября 1943 года — 2-м Украинском) фронте в составе 5-й воздушной армии участвовал в Белгородско-Харьковской стратегической наступательной операции (3—23 августа 1943 года), освобождении Левобережной Украины — наступлении на красноградско-верхнеднепровском направлении и освобождении города Красноград, форсировании Днепра, Кировоградской наступательной операции (5—16 января 1944 года) и освобождении Кировограда, Корсунь-Шевченковской (24 января — 17 февраля 1944 года), Ясско-Кишиневской (20—29 августа 1944 года) стратегических наступательных операциях.
К июню 1944 года А. И. Петров совершил 138 успешных боевых вылетов на штурмовку вражеских укреплений, скоплений живой силы и техники, артиллерийских позиций, аэродромов, железнодорожных коммуникаций, стратегических военных объектов. В 12 воздушных боях сбил 2 вражеских самолёта, 1 самолёт уничтожил на земле.
Указом Президиума Верховного Совета СССР от 26 октября 1944 года за мужество и героизм, проявленные в нанесении штурмовых ударов по врагу, гвардии лейтенанту Петрову Александру Ивановичу присвоено звание Героя Советского Союза с вручением ордена Ленина и медали «Золотая Звезда» (№ 4615).
В дальнейшем А. И. Петров на 1-м Украинском фронте в составе 2-й воздушной армии участвовал в Сандомирско-Силезской (12 января — 3 февраля 1945 года), Нижне-Силезской (8—24 февраля 1945 года) и Верхне-Силезской (15—31 марта 1945 года) наступательных операциях.
С 16 апреля по 8 мая участвовал в Берлинской стратегической наступательной операции, с 6 по 11 мая 1945 года — в Пражской наступательной операции и освобождении Праги.
После окончания Великой Отечественной войны А. И. Петров продолжал службу в Военно-воздушных силах СССР. До 1946 года проходил службу в 155-м гвардейском штурмовом авиационном полку. В 1946—1947 годах служил в 162-м гвардейском бомбардировочном авиаполку в должности лётчика и командира эскадрильи. В 1952 году окончил Военно-воздушную академию, работал в ней преподавателем, старшим преподавателем, начальником курса.
С января 1973 года гвардии полковник А. И. Петров — в запасе, затем в отставке. Работал преподавателем военной кафедры 2-го Московского медицинского института имени Пирогова. Был заместителем председателя чехословацкой группы Советского комитета ветеранов войны, заместителем председателя комитета ветеранов войны 2-го Московского медицинского института, с 1970 года — заместителем председателя комитета ветеранов 155-го гвардейского Киевского штурмового авиационного полка.
Скончался 18 января 1995 года. Похоронен на Новодевичьем кладбище в Москве.

## Память
- Бюст на аллее Героев в посёлке Беково Пензенской области.